# منطقه ۶۱ (قطر)
منطقه ۶۱ یک منطقهٔ مسکونی در قطر است که در دوحه (شهرداری) واقع شده‌است. منطقه ۶۱ ۴٫۰ کیلومتر مربع مساحت و ۴٬۰۲۲ نفر جمعیت دارد.